# (36140) 1999 RC168
1999 RC168 (asteroide 36140) é um asteroide da cintura principal. Possui uma excentricidade de 0.17840420 e uma inclinação de 1.92284º.
Este asteroide foi descoberto no dia 9 de setembro de 1999 por LINEAR em Socorro.